# Скиннер, Джеральд
Джеральд Скиннер (англ. Gerald Skinner) — британский стрелок, бронзовый призёр летних Олимпийских игр.
Скиннер принял участие в летних Олимпийских играх в Лондоне в стендовой стрельбе. Он стал бронзовым призёром в командной стрельбе.